# Ambystoma opacum
Espèce
Synonymes
- Salamandra opaca Gravenhorst, 1807
- Salamandra fasciata Green, 1818

Statut de conservation UICN

 LC  : Préoccupation mineure
La Salamandre marbrée, Ambystoma opacum, est une espèce d'urodèles de la famille des Ambystomatidae.

## Répartition
Cette espèce est endémique de l'Est des États-Unis,. Elle se rencontre au New Hampshire, au Massachusetts, au Rhode Island, au Connecticut, dans l'État de New York, au New Jersey, en Pennsylvanie, au Maryland, en Virginie, en Virginie-Occidentale, en Ohio, en Indiana, au Michigan, en Illinois, au Kentucky, au Tennessee, en Caroline du Nord, en Géorgie, en Floride, en Alabama, au Mississippi, en Louisiane, en Arkansas, au Missouri, dans l'est de l'Oklahoma et dans l'Est du Texas.

## Description

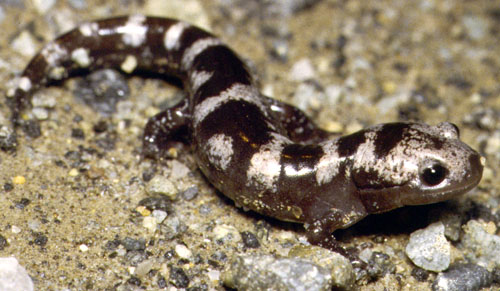
Ambystoma opacum

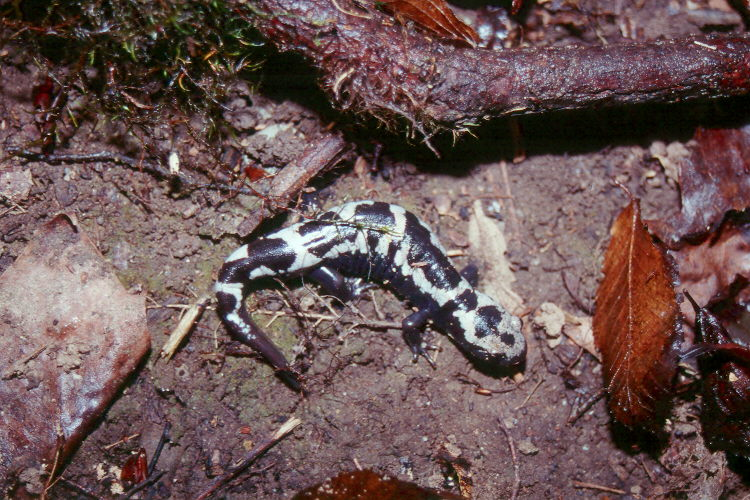
Ambystoma opacum

Cette salamandre de taille moyenne mesure environ 10 cm à l'âge adulte. Elle vit essentiellement sous terre et n'est généralement observée que durant la saison de la reproduction.
Le nombre de salamandres marbrées est en diminution du fait de la régression progressive de leur habitat naturel.

## Étymologie
Elle est surnommée Salamandre marbrée en raison de ses taches noires sur fond blanc évoquant le marbre.

## Publication originale
- Gravenhorst, 1807 : Vergleichende Uebersicht des Linneischen und einiger Neuern Zoologischen Systeme, nebst dem Eingeschaltenen Verzeichniss der Zoologischn Sammlung des Verfassers und den Beschreibungen neuer Theirarten die in Derselben Vorhanden Sind, Göttingen: H. Dieterich.